# Katie Stelmanis

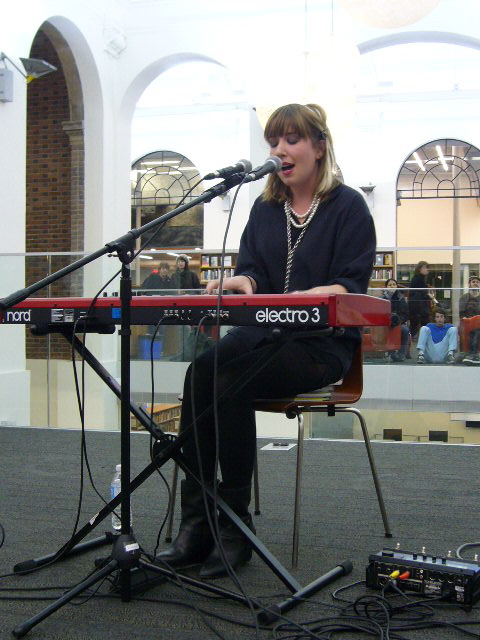
Katie Stelmanis (2009)

Katie Austra Stelmanis (* 1985 in Kanada) ist eine kanadische Singer-Songwriterin lettischer Herkunft.

## Leben
Stelmanis trat im Alter von 10 Jahren in den Chor der Canadian Children's Opera an der Nationaloper ihres Heimatlandes ein. Sie erhielt eine klassische Ausbildung als Sängerin, am Piano und an der Violine. Später wurde sie Mitglied der Band Galaxy und veröffentlichte 2009 sowohl ihr erstes Album Join us als auch ihre erste Single Believe Me. Zur gleichen Zeit trat sie in verschiedenen Gruppierungen und deren Veröffentlichungen auf.
Seit 2010 ist ihre musikalische Heimat die kanadische New-Wave-Band Austra, mit der sie ab 2011 verschiedene Alben und Singles veröffentlichte.
Stelmanis ist offen lesbisch.

## Diskografie
Mit Galaxy
- 2006: I Want You to Notice

Als Katie Stelmanis
- 2008: Join Us

Mit Austra
- 2011: Feel it Break
- 2013: Olympia
- 2017: Future Politics
- 2020: HiRUDiN